# Орална полио вакцина
Орална полио вакцина (ОПВ) или Сејбинова жива ослабљена вирусна вакцина против дечје парализе једна је од масовно примењиваних вакцина која се производи од три типа вируса дечје парализе. Са њеном применом на просторима Балканског полуострва отпочело се 1961. године.

## Дечја парализа
Дечја парализа (poliomyelitis) је вирусна заразна болест која након уношења вируса у организам може да изазове оштећења нервног система праћеног парализом (одузетошћу). 
Епидемиологија
Дечја парализа која се јавља појединачно и у мањим или већим епидемијама. се јавља код једне од 200 заражених особа, и може да резултује смртним исходом (због парализе мишића за дисање) код 5–10% особа са парализом. Код деце најчешће се јавља до пет година живота (80–90% случајева).
Болест се преноси директним контактом, углавном фекално-оралним путем. Инкубациони период од уношења узрочника у организам до развоја болести је у широком распону од 3 до 35 дана. Оболели вирус излучују у спољашњу средину столицом до шест недеља од почетка болести.
Клиничка слика
Као „мала болест” карактерише се симптомима као што су:
- температура, слабост, главобоља,
- мучнина и повраћање,

Уколико болест напредује у „велику болест” јављају се:
- јаки болови у мишићима
- укоченост врата и леђа са појавом акутне млитаве одузетости, која је карактеристична по асиметрији
- доживотна инвалидност.

Заштита
Вакцина дата у више доза даје заштиту током живота. Број случајева дечје парализе, на глобалном нивоу, смањен је за 99% од 1988. године, захваљујући примени вакцине. Последњи случај у Србији регистрован је 1996. године.

## Карактеристике и начин примене ОПВ
Овом вакцином која се примењује орално (преко устију -укапавањем две капи вакцине у уста) симулира се природни пут уласка узрочника у организам. Када нека особа попије вакцину у његовом танком цреву се вирус размножава у периоду од 4 до 6 недеља и излучује у спољну средину, чиме се врши и индиректна имунизација окружења. Због овог  учинка вакцине она се успешно користи и као ефикасна мера у току епидемијског јављањања ове болести.
Орална полио вакцина је направљена од живих, ослабљених сојева типа 1 и 3 вируса полиомијелитиса, гајених на ВЕРО ћелијама, филтрираних и пречишћених.
Након примене, вирус се размножава у цревима и са фекалијама избацује. Имуни одговор индукован вакцином је сличан оном који се јавља после природне инфекције. Имуни одговор генерише локалну производњу циркулишућих антитела и производњу секреције имуноглобулина у слузницу црева.
Локална имунитет је важан за спречавање инфекције дивљим сојевима полио и утиче на фекално и орално излучивање полиовируса. Одбацивање вируса садржаног у вакцини може довести до индиректне вакцинације лица које су у контакту са секретом. 
Осим у изузетним случајевима, код пацијената са смањеним имунитетом услед феномена реверзије сојева вакцине паралитичким полио може јавити изузетно ретко, и код  већ вакцинисаних пацијентима или пацијентима у блиском контакту.

## Епидемиологија
Након примени ове вакцине у Србији је болест искорењена 2002. године. Након треће дозе остварује се заштита до 95% која траје доживотно.
Због могућности да се болест поново унесе у земљу, и прошири на оне популације које припадају групи високо ризичним особа које су невакцинисане или непотпуно вакцинисане, а потом и на општу популацију, против ове болести неопходно је колективни обухват вакцинацијом популације одржавати изнад 95% са три дозе ОПВ, до достизања искорењивања болести на глобалном нивоу. 

## Нежељена дејства
Општих реакција након примене вакцине нема. Појава парализе настале након примене вакцине према студијама креће се од 250–500 случајева, на глобалном нивоу, са учесталошћу од 2 до 4 случаја на милион вакцинисане деце, чешће код имунодефицијентних особа, чешће након прве дозе вакцине и у ситуацијама када се вакцина не да правовремено.